# Polygonum nuttallii
Polygonum nuttallii là một loài thực vật có hoa trong họ Rau răm. Loài này được Small miêu tả khoa học đầu tiên năm 1895.